# シャンカラージー・ナーラーヤン・サチーヴ
シャンカラージー・ナーラーヤン・サチーヴ（Shankaraji Narayan Sacheev, 1665年 - 1707年11月）は、インドのデカン地方、マラーター王国の政治家。アシュタ・プラダーン（八大臣）の一人で、書記長官（サチーヴ）の地位にあった。

## 歴史
1665年、シャンカラージー・ナーラーヤンはバラモンのナーロー・ムクンドの息子として生まれた。彼はマラーターの指導者シヴァージーに仕えていた。
1677年、宰相（ペーシュワー）のモーロー・パント・トリンバク・ピンガレーの下で政界に出て、その後すぐマ―ヴァル地方の統治のため、ラーマチャンドラ・パント・アマーティヤに取り立てられた。そして、マラーター王サンバージーの治世には八大臣の一人書記長官（サチーヴ）となった。
1689年、サンバージーがムガル帝国の皇帝アウラングゼーブに殺害されると、新たにマラーター王となったラージャーラームはシェンジ（ジンジー）に逃げ、その地を王都とした。だが、シャンカラージー・ナーラーヤンはラーマチャンドラ・パントとともにマハーラーシュトラに残り、西ガート山中の城を拠点に残された領土の行政にあたった。
1707年3月、ムガル帝国の皇帝アウラングゼーブが死亡すると、帝国軍はデカン方面から引き揚げた。マラーター王子シャーフーも釈放され、彼はマラーター王シヴァージー2世とその母ターラー・バーイーを打倒するために兵を集めた。
1707年10月12日、シャーフーはシヴァージー2世とその母ターラー・バーイーの軍勢をプネー近郊ケードにおいて破り、王都サーターラーへと向けて進軍した。その道中、シャーフーはローヒダー城を守るシャンカーラージー・ナーラーヤンにも服属を求めたが、彼はこれを拒否し、自害した。